# Erzbischöfliches Museum (Ravenna)

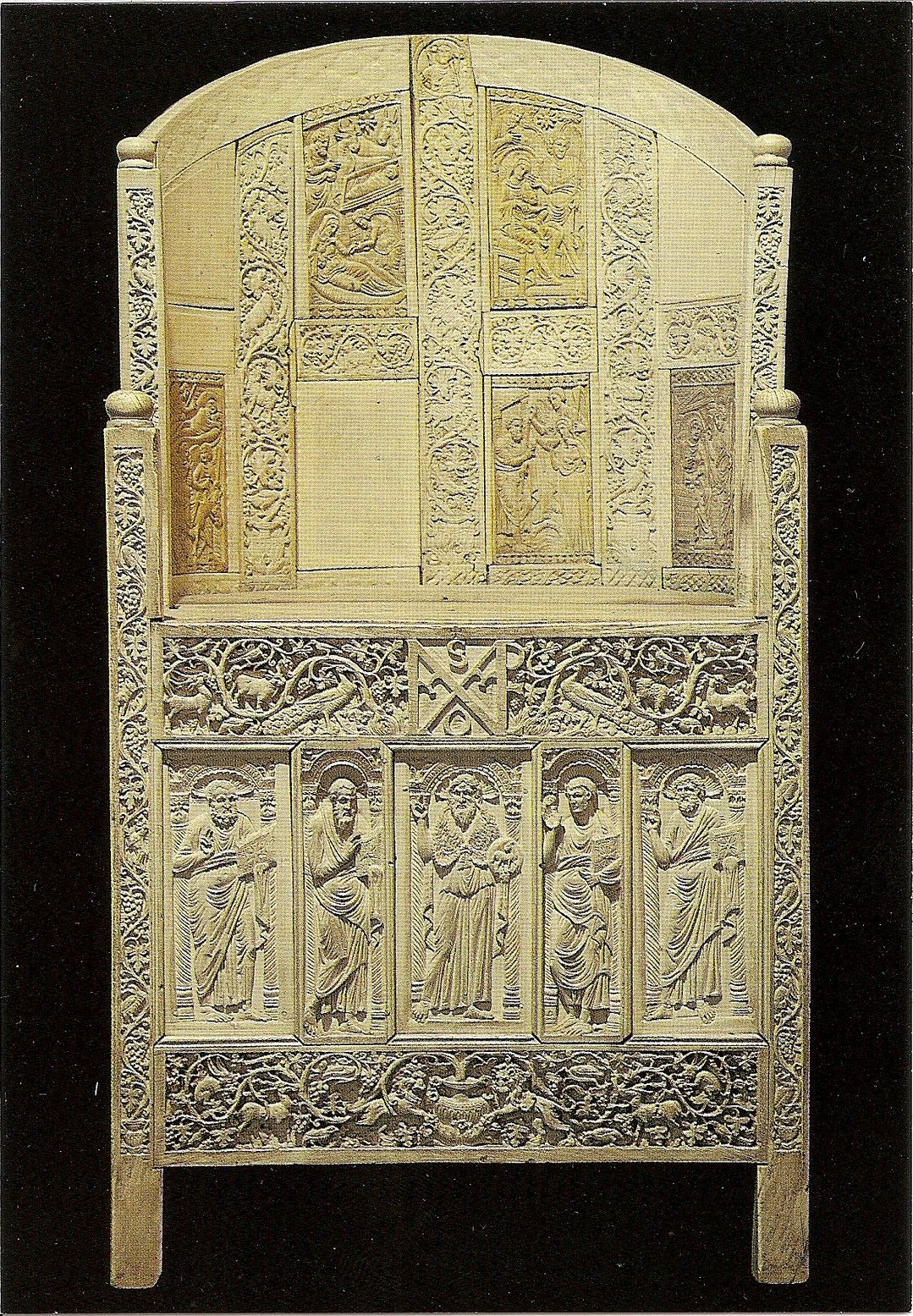
Die Maximianskathedra

Das Erzbischöfliche Museum von Ravenna (Museo arcivescovile di Ravenna) befindet sich im Erzbischöflichen Palais in unmittelbarer Nähe des Domes und des Baptisteriums der Kathedrale.

## Geschichte und Beschreibung
Das Erzbischöfliche Museum geht auf die erste Hälfte des 18. Jahrhunderts zurück: Im Zuge des Um- bzw. Neubaus des Domes von Ravenna unter Erzbischof Niccolò Farsetti wurden die dort befindlichen Inschriften, Mosaikfragmente und Steindenkmäler (ab dem 6. Jahrhundert) in einem eigenen Lapidarium aufgestellt. Zu Beginn des 20. Jahrhunderts wurde das Museum umgebaut und um Objekte aus Kirchen der Diözese ergänzt. Es folgten Ausgrabungsfunde aus der zweiten Hälfte des 20. Jahrhunderts. Nach einer mehrjährigen Neustrukturierung (Eröffnung im Februar 2010) verfügt das Museum über ein zweites Stockwerk, umfasst eine kleine Pinakothek sowie eine Sammlung liturgischer Geräte und Gewänder.

## Bedeutende Objekte
- Die Erzbischöfliche Kapelle (Kapelle des hl. Andreas) mit Mosaiken aus dem 6. Jahrhundert; sie wurde 1997 mit sieben weiteren Objekten in Ravenna in die Liste des Welterbes der UNESCO aufgenommen.
- Die Maximianskathedra: ein Bischofsstuhl aus dem 6. Jahrhundert mit Elfenbeinplatten überzogen, Bischof Maximianus zugeordnet.
- Das so genannte Kreuz des Agnellus (Bischof von Ravenna im 6. Jahrhundert).[2]
- Teile der Apsis-Mosaike des Domes (12. Jahrhundert), darunter eine Maria orans.